# Harold E. Varmus

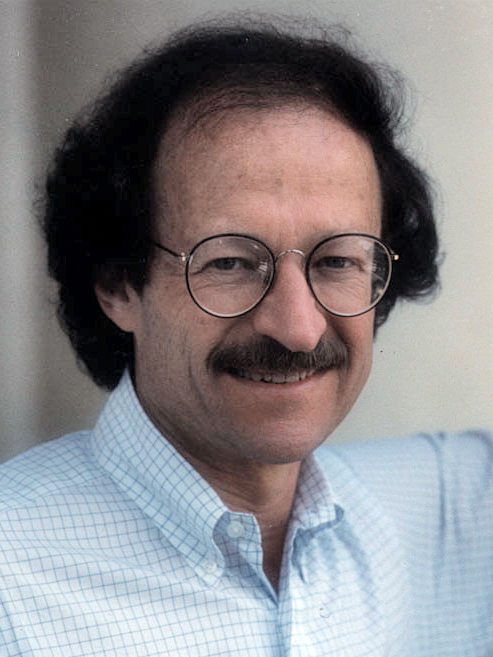
Harold Eliot Varmus

Harold Eliot Varmus (* 18. Dezember 1939 in Oceanside, Nassau County, New York) ist ein US-amerikanischer Virologe, bekannt für Forschungen zu krebsauslösenden Genen (Onkogenen) in gesunden Zellen.

## Leben
Varmus studierte am Amherst College zunächst englische Literatur (Bachelor-Abschluss 1961), setzte das Studium an der Harvard University fort (Master-Abschluss M.A. 1962), wechselte dann aber zur Medizin über. Da er in Harvard zurückgewiesen wurde, studierte er an der Columbia University (M.D. Abschluss 1966) und war dann an einem Missionshospital in Indien (in Bareilly) und am Columbia Presbyterian Hospital in New York City, wo er seine Facharztausbildung absolvierte (Internship, Residency). Als Alternative zum Wehrdienst war er 1968 bei den National Institutes of Health, wo er bei Ira Pastan an Genregulation in Bakterienzellen arbeitete. 1970 ging er als Post-Doktorand an das Labor von J. Michael Bishop an der University of California, San Francisco (UCSF). Zusammen mit Bishop entdeckte er dort das erste menschliche Onkogen. Die gemeinsame Forschung brachte ihnen später den Nobelpreis. 1972 wurde Varmus Assistant Professor an der UCSF und 1979 Professor.
1993 bis 1999 war er Direktor der National Institutes of Health, einer Unterbehörde des US-Gesundheitsministeriums. Ab 2000 war er Präsident des Memorial Sloan-Kettering Cancer Center in New York City. 2010 wurde er Direktor des National Cancer Institute. Er ist seit 1969 verheiratet und hat zwei Söhne.
Neben dem Mechanismus der Tumorentstehung (Onkogene, studiert mit Retroviren), untersuchte er auch Virenvermehrung, das HI-Virus und das Hepatitis-B-Virus sowie Brustkrebstumoren in Mäusen.
Varmus engagiert sich für freien Zugang zu wissenschaftlichen Journalen und ist in diesem Zusammenhang Mitgründer der Public Library of Science und im Rat von BioMed Central (einem Verlag für Open-Access-Journale). Während seiner Zeit als Direktor des NIH initiierte er die Gründung von PubMed Central, für die ihm das arXiv als Vorbild vorschwebte. An dem Widerstand der Verlage scheiterte die Umsetzung seiner ursprünglichen Idee, auf einer Plattform namens E-Biomed sämtliche biomedizinische Forschung zugänglich zu machen.

## Auszeichnungen
Varmus erhielt den Melanie Bronfman Award in Breast Cancer und 1984 einen Gairdner Foundation International Award.
1982 wurde er mit dem Albert Lasker Award for Basic Medical Research ausgezeichnet, 1984 mit dem Alfred P. Sloan, Jr. Prize. 1989 erhielt er zusammen mit J. Michael Bishop den Nobelpreis für Physiologie oder Medizin „für ihre Entdeckung des zellularen Ursprungs der potentiell krebserzeugenden Retroviren“.
2001 erhielt er die National Medal of Science. 2010 wurde er Ehrendoktor der University of Massachusetts Medical School. 2012 erhielt er die Glenn T. Seaborg Medal.
Varmus ist Mitglied der National Academy of Sciences, der American Academy of Arts and Sciences, der American Philosophical Society und der American Association for the Advancement of Science sowie der American Society for Virology und der American Society for Microbiology.